# Resolution 684 des UN-Sicherheitsrates
Die Resolution 684 des UN-Sicherheitsrates ist eine Resolution, die der Sicherheitsrat der Vereinten Nationen am 30. Januar 1991 einstimmig beschloss.

## Inhalt
Der Rat unterstrich erneut das Mandat der Truppe und ersuchte den Generalsekretär, über die Fortschritte bei der Umsetzung der Resolutionen 425 (1978) und 426 (1978) Bericht zu erstatten.